# Hanna Voos
Hanna Voos (de son vrai nom Lucienne Jeanne Devos) est une danseuse, chorégraphe et pédagogue belge née à Houdeng-Gœgnies le 14 mai 1910 et morte à Charleroi le 17 mars 1990.

## Biographie

### Jeunesse
Son père, Joseph Auguste Devos, était né en Flandre  à Schoorifse, venu en Wallonie pour travailler dans les mines de charbon. Sa maman, Victoria Clémence Groetembril était née à Strépy. Hanna Voos s'est tournée vers la danse à l'âge de 10 anset prit des cours auprès de :
- Sonia Mertens, première danseuse de La Monnaie[2] à Bruxelles[1].
- Mme Cannès à La Scala de Milan[3], premier sujet[1]. Pendant 3 ans, méthode Cecchetti.
- Kurt Jooss à Essen, le célèbre chorégraphe expressionniste allemand de La Table verte[3]. Elle le découvre lors de son passage à La Monnaie les 14 et 15 mai 1937[1].
- l'école du Sadler's Wells à Londres[3], invitée par Ninette de Valois pendant 3 ans.
- Sigurd Leeder dans son école de Dartington Hall.

### Carrière professionnelle
Au début de son mariage (avec Georges Ferdinand Liebin, instituteur) elle cumule deux emplois : secrétaire de notaire et dans un bureau de charbonnage des Patrons Charbonniers du Hainaut. Parallèlement elle donne des cours de danse et suit des cours d'économie.
En 1938, elle ouvre son propre studio de danse installé dans sa maison. Elle donne cours aux jeunes filles de la région. Ses premiers spectacles rencontrent un certain succès et tournent en Belgique, mais sa troupe est majoritairement composée de filles qu’elle travestit donc en garçons pour certains rôles masculins. Hanna Voos décide alors de donner des cours aux joueurs d’un club de foot avec l’espoir de faire des danseurs de ces jeunes athlètes !
Le niveau de sa troupe est tel qu’elle rejoint dès 1943 les tournées Lucien Noël. Hanna sera ensuite engagée comme maîtresse de ballet au Théâtre de Namur et pour d’autres théâtres notamment le théâtre de Mons (1950). À l’ouverture du PBA de Charleroi, en 1957, elle devient directrice de la danse. Après 2 ans, elle réunit les compagnies (Mons-Charleroi) et crée le Ballet du Hainaut en novembre 1959. Quelques années plus tard, l’asbl Ballet de Wallonie est créée, réunissant les troupes de Liège, Mons et Charleroi. Une troupe qui tournera dans de nombreux pays, développant une réputation internationale ; elle deviendra plus tard Ballet royal de Wallonie.
Hanna Voos a œuvré à la démocratisation de la danse en proposant des spectacles de qualité dans tout le pays afin d’intéresser un public toujours plus large. Elle créa principalement des ballets pour opéras et opérettes, notamment, La Reine des fées, musique de Purcell, sur le thème du Songe d'une nuit d'été, de Shakespeare, pour le tricentenaire de la ville de Charleroi, qu'elle réalisa en collaboration avec Boris Tonin.
Hanna Voos monte de nombreux ballets, dont Les Porcelaines de Tournay (œuvre créée pour l'Exposition universelle de 1958), Le Bal des Ombres, Coppélia, Les Variations symphoniques, Boléro et La Petite Mendiante. Elle invite également des chorégraphes renommés, dont George Skibine (alors directeur du ballet de l'Opéra de Paris), José Parés, Janine Charrat et Boris Tonin (engagé par ailleurs comme danseur étoile) ; plus tard elle fait appel à Jeanne Brabants, Jorge Lefebre (futur directeur du Ballet royal de Wallonie en 1980), Joseph Lazzini, Monique Arabian, André Leclair et Peter Van Dijk,.
Retirée de la scène en janvier 1977, Hanna Voos cède la place à l'Argentin Juan Giuliano, directeur du Ballet national du Venezuela.